# Сан-Поло-д’Энца
Сан-Поло-д'Энца (итал. San Polo d'Enza) —  коммуна в Италии, в провинции Реджо-нель-Эмилия области Эмилия-Романья.
Население составляет 5642 человека (2008 г.), плотность населения составляет 176 чел./км². Занимает площадь 32 км². Почтовый индекс — 42020. Телефонный код — 0522.
Покровителем коммуны почитается святой апостол Павел, празднование 25 января.

## Демография
Динамика населения:

## Администрация коммуны
- Официальный сайт: http://www.comune.sanpolodenza.re.it/